# 교토시 교통국 10계 전동차
교토 시 교통국 10계 전동차(일본어: 京都市交通局10系電車)는 교토 시 교통국 지하철 가라스마 선의 통근형 전동차이다.

## 개요
긴키 닛폰 철도(긴테쓰) 교토 선과 직결 운행을 하기 위하여 긴키 차량에서 제조되었다. 1981년에 가라스마 선 기타오지 ~ 교토 구간이 개통하였을 때 4량 편성으로 도입되었다. 1988년에 6량 편성이 되었다.

## 운행 구간
- 가라스마 선: 전 구간
- 긴키 닛폰 철도
  - 교토 선: 다케다 ~ 야마토사이다이지
  - 나라 선: 야마토사이다이지 ~ 긴테쓰 나라